# Вернер, Владимир Викторович
Владимир Викторович Вернер (род. 24 июля 1950, Кормиловка, Омская область, РСФСР) — советский и российский спортивный функционер, тренер, педагог, заслуженный работник физической культуры Российской Федерации, заслуженный тренер России, профессор. Директор Сибирского государственного училища (колледжа) олимпийского резерва с момента его основания.

## Биография
Родился в посёлке Кормиловка Омской области. Окончил школу №1, затем — Омский государственный институт физической культуры. После службы в армии вернулся в родной район, где активно занимался развитием спорта, выступал на областных соревнованиях по лёгкой атлетике, конькобежному спорту, футболу, хоккею.
В 1970-е годы работал председателем районного совета ДСО «Урожай», где добился значительных успехов: команда района трижды подряд выигрывала летние спартакиады. В 1980-х годах работал в Омском институте физкультуры, участвовал в организации спортивной инфраструктуры района.

## Карьера
В 1990 году принял активное участие в создании Сибирского государственного училища олимпийского резерва (СибГУОР) в Омске. Назначен директором училища с момента основания. В 1991 году был проведён первый набор — 90 спортсменов по 14 видам спорта. Под руководством Вернера училище стало одним из ведущих спортивных учебных заведений России, подготовив десятки мастеров спорта, победителей и призёров всероссийских и международных соревнований.

## Лучшие ученики
Среди выпускников училища под руководством Вернера — чемпионы, призёры и рекордсмены Олимпийских игр, чемпионатов мира, Европы, России.
- Евгения Канаева
- Алексей Тищенко
- Маргарита Алийчук
- Ксения Дудкина
- Вера Бирюкова
- Виталина Бацарашкина
- Ирина Чащина
- Ольга Граф
- Яна Романова
- Роман Слуднов
- Юлия Мартыненко
- Елена Чистилина

## Семья
Женат. Имеет детей.

## Награды
- Заслуженный работник физической культуры Российской Федерации
- Заслуженный тренер России
- Почетный знак "За заслуги в развитии физической культуры и спорта" (1997).

- Профессор
- Почётные грамоты Министерства спорта России
- Региональные награды за вклад в развитие спорта Омской области[1]